# Championnats du monde de duathlon 1991
Navigation
Édition précédente Édition suivante
Les Championnats du monde de duathlon 1991 présentent les résultats des championnats mondiaux de duathlon en 1991 organisés par la fédération internationale de triathlon.
Ces 2e championnats se sont déroulés à Cathedral City aux États-Unis le 30 novembre 1991.

## Distances parcourues
| Distances course (kilomètres) | Distances course (kilomètres) | Distances course (kilomètres) |
| Course à pied                 | Cyclisme                      | Course à pied                 |
| ----------------------------- | ----------------------------- | ----------------------------- |
| 10                            | 60                            | 10                            |

## Résultats

### Élite
| Rang               | Athlète         | Pays             | Temps           |
| ------------------ | --------------- | ---------------- | --------------- |
| Médaille d'or      | Matt Brick      | Nouvelle-Zélande | 2 h 51 min 34 s |
| Médaille d'argent  | Jeff Devlin     | États-Unis       | 2 h 52 min 39 s |
| Médaille de bronze | Shane Cleveland | États-Unis       | 2 h 54 min 05 s |

| Rang               | Athlète      | Pays             | Temps           |
| ------------------ | ------------ | ---------------- | --------------- |
| Médaille d'or      | Erin Baker   | Nouvelle-Zélande | 3 h 13 min 13 s |
| Médaille d'argent  | Donna Peters | États-Unis       | 3 h 21 min 37 s |
| Médaille de bronze | Thea Sybesma | Pays-Bas         | 3 h 23 min 30 s |

## Tableau des médailles
| Rang  | Nation           | Or | Argent | Bronze | Total |
| ----- | ---------------- | -- | ------ | ------ | ----- |
| 1     | Nouvelle-Zélande | 2  | 0      | 0      | 2     |
| 2     | États-Unis       | 0  | 2      | 1      | 3     |
| 3     | Pays-Bas         | 0  | 0      | 1      | 1     |
| Total | Total            | 2  | 2      | 2      | 6     |